# Гмиря Надія Андріївна
Надія Андріївна Гмиря (нар. 23 червня 1941, місто Горлівка, тепер Донецької області) — українська радянська діячка, сітков'язальниця Маріупольської сітков'язальної фабрики Донецької області. Депутат Верховної Ради УРСР 8—10-го скликань.

## Біографія
Освіта середня.
З 1960 року — учениця сітков'язальниці, сітков'язальниця Ждановської (Маріупольської) сітков'язальної фабрики Донецької області.
Потім — на пенсії в місті Маріуполі Донецької області.

## Нагороди
- ордени
- медалі